# Xylosma arnoldii
Xylosma arnoldii är en videväxtart som beskrevs av Joseph Vincent Monachino. Xylosma arnoldii ingår i släktet Xylosma och familjen videväxter. Inga underarter finns listade i Catalogue of Life.